# Підвісне кріплення

Кріплення підвісне

Кріплення підвісне (рос. крепление подвесное; англ. suspended support; нім. Unterhängezimmerung f, schwebender Ausbau m) — гірниче кріплення, формування або фіксація якого у виробці здійснюється за допомогою підвісних елементів. 
Підвісне кріплення горизонтальних і похилих очисних і підготовчих виробок складається з верхняків (підхватів), прикріплених до покрівлі, які з'єднуються з міжрамною огорожею. 
Підвісне кріплення вертикальних виробок — різновид дерев'яного кріплення вінцевого на стояках. К.п. застосовується при бокових породах, які допускають оголення на 1,2-1,5 м. Складається з вінців, сполучених між собою за допомогою стержневих підвісів. Боки виробки закріплюють затяжкою з дощок. Вінці підвішують зверху вниз, починаючи в кожній ланці від опорних балок, кінці яких (0,5-0,8 м) розміщені в опорних врубах у породі.